# Santa María del Puerto de Marín
Santa María del Puerto de Marín (en gallego y oficialmente, Santa María do Porto; también conocida a nivel censal como Santa María do Porto P. e San Xulián P.) es una parroquia situada en el municipio de Marín, en su núcleo urbano. Según el INE de 2024, cuenta con 15 660 habitantes, 7 775 y 7 885 mujeres, lo que la convierte en la principal parroquia de Marín por población.
La Virgen del Puerto es la patrona de Marín, siendo honrada en el nombre de su principal parroquia; sin embargo, siendo villa marinera, la adoración a la Virgen del Carmen también ha sido históricamente importante. Las fiestas en honor a la Virgen del Puerto se dan el 8 de septiembre, y las de la Virgen del Carmen, el 16 de julio. También se homenajea e San Miguel, como parte de las celebraciones de la villa.

## Historia
La iglesia parroquial de Santa María del Puerto, hoy conocida popularmente como igrexa vella, fue mandada construir por el Priorato de Osera en 1603, sufriendo a lo largo de sucesivos siglos, y hasta el XVIII, diversas ampliaciones que concluyen con el remate definitivo de la fachada y el campanario. Suprimido el Priorato de Osera en 1835 la parroquia es unida a la de San Julián, hasta que, por O. M. de 13 de diciembre de 1929, se establece la división de ambas parroquias que entra en vigor el 1 de enero de 1930. A partir de esta fecha, se puede considerar oficialmente creada la parroquia de Santa María del Puerto.
En 1946 comienzan las obras del Nuevo Templo Parroquial de Santa María, que por dificultades económicas se ralentizan en años posteriores. En 1950 se reanudan las obras que ya no se suspenderían hasta marzo de 1956, año en el que el nuevo templo abriría sus puertas.